# 中華民國—千里達及托巴哥關係
中華民國與英屬千里達及托巴哥於1943—1950年有领事級關係，其後與現今的千里達及托巴哥共和國（通稱千里達）無官方外交關係，目前也沒有在對方首都互設具大使館功能的代表機構。對千里達的相關事務由中華民國駐聖文森國大使館兼轄。

## 政治

### 外交

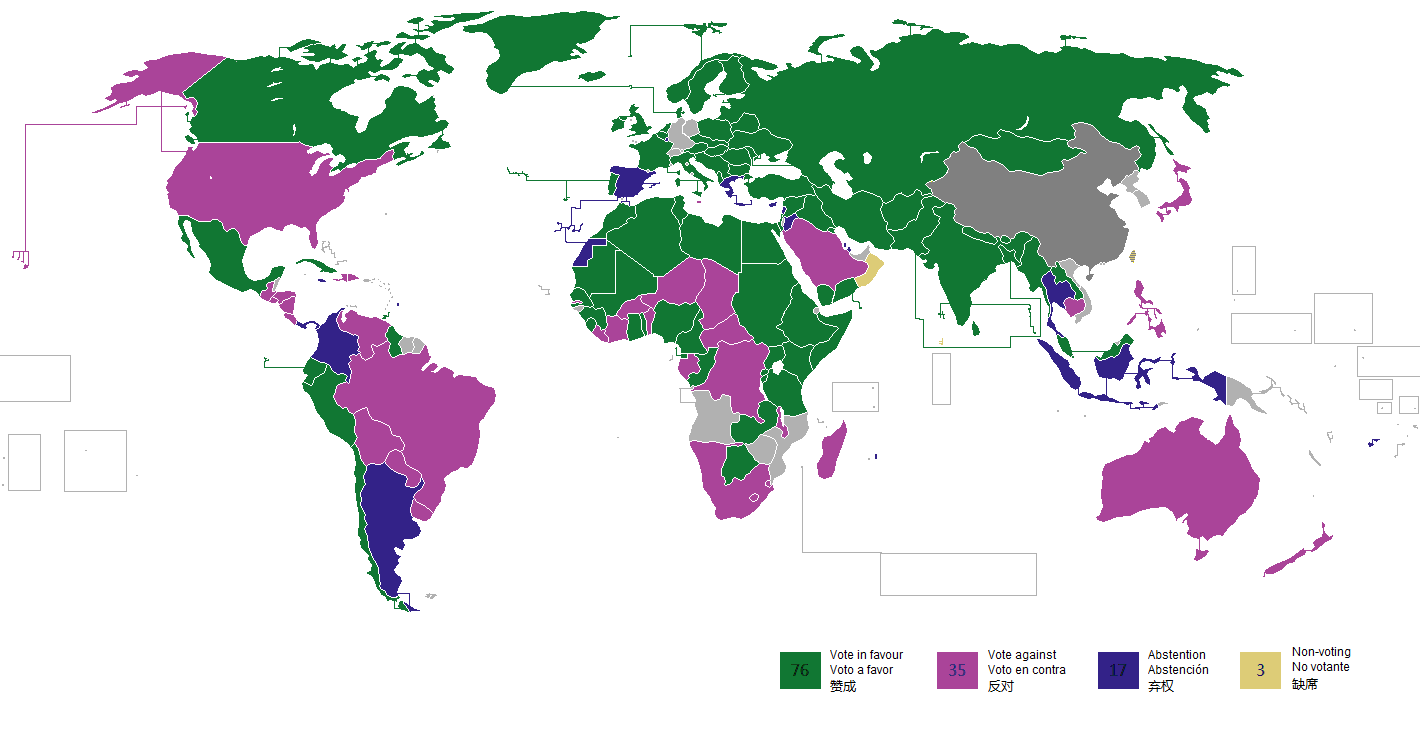
綠色國家表示在1971年的投票中反對中華民國續留聯合國，即《聯合國大會2758號決議》，其中包括千里達及托巴哥。

1943年，中華民國在英屬千里達及托巴哥首府西班牙港設立领事馆。1950年，英國承認中华人民共和国，中華民國撤銷駐館。 
1967年4月17日，千里達及托巴哥總督何才爵士夫婦應中華民國政府邀請，抵達台灣展開為期兩星期的訪問。在台期間，何才會見副總統嚴家淦、行政院長何應欽、考試院長孫科、外交部長魏道明和僑務委員會委員長高信等人。也到台灣中、南部各處經濟、軍事和教育等設施參觀。20日，何才夫婦參觀國立故宮博物院，以及在圓山大飯店慶祝他的62歲生日。
2014年6月5日，簽署《中華民國法務部調查局洗錢防制處與千里達及托巴哥金融情報中心關於洗錢及資助恐怖分子情資交換合作瞭解備忘錄》。

#### 中華民國駐千里達領事（1943－1950年）
| 姓名   | 任命          | 到任         | 離任      | 職務 |
| ------ | ------------- | ------------ | --------- | ---- |
| 周廷權 | 1943年6月15日 | 1944年3月8日 | 1950年1月 | 领事 |

## 經濟

### 貿易
| 年分 | 貿易總額    | 貿易總額 | 貿易總額 | 出口至千里達 | 出口至千里達 | 出口至千里達 | 自千里達進口 | 自千里達進口 | 自千里達進口 | 順逆差 |
| 年分 | 金額        | 年增減   | 排名     | 金額         | 年增減       | 排名         | 金額         | 年增減       | 排名         | 順逆差 |
| ---- | ----------- | -------- | -------- | ------------ | ------------ | ------------ | ------------ | ------------ | ------------ | ------ |
| 2017 | 157,886,761 | ▲94.1%   | 75       | 31,268,422   | ▼3.2%        | 97           | 126,618,339  | ▲158.2%      | 58           | 逆差▲  |
| 2018 | 180,266,852 | ▲14.2%   | 74       | 32,467,779   | ▲3.8%        | 96           | 147,799,073  | ▲16.7%       | 58           | 逆差▲  |
| 2019 | 126,135,727 | ▼30.0%   | 81       | 31,519,730   | ▼2.9%        | 97           | 94,615,997   | ▼36.0%       | 66           | 逆差▼  |
| 2020 | 76,588,690  | ▼39.3%   | 91       | 24,712,266   | ▼21.6%       | 98           | 51,876,424   | ▼45.2%       | 82           | 逆差▼  |
| 2021 | 126,133,117 | ▲64.7%   | 92       | 23,440,368   | ▼5.1%        | 101          | 102,692,749  | ▲98.0%       | 76           | 逆差▲  |
| 2022 | 99,761,463  | ▼20.9%   | 96       | 34,265,754   | ▲46.2%       | 99           | 65,495,709   | ▼36.2%       | 83           | 逆差▼  |
| 2023 | 62,540,254  | ▼37.3%   | 99       | 20,306,858   | ▼40.7%       | 106          | 42,233,396   | ▼35.5%       | 89           | 逆差▼  |
| 2024 | 38,988,602  | ▼37.7%   | 111      | 17,804,932   | ▼12.3%       | 108          | 21,183,670   | ▼49.8%       | 100          | 逆差▼  |

2023年的兩國貿易項目如下：
出口至千里達及托巴哥的前10大項目為：經護面、鍍面或塗面之铁或非合金鋼扁軋製品；冷凍魚；機動車輛所用之零件與附件；合成纖維絲紗梭织物；空氣泵或真空泵、空氣或其他氣體压缩机與风扇；新橡膠氣胎；食物調製品；自行車或機動車輛用之電氣照明或信號設備、擋風板刮刷器、去霜或去霧器；鋼鐵製螺釘、螺栓、螺帽、螺旋鈎、車用螺釘、鉚釘、橫梢、開口梢、墊圈與類似製品；塑料板、片、箔、薄膜與扁條，未與其他物質結合者等。
自千里達及托巴哥進口的前10大項目為：非環醇及其鹵化、磺化、硝化或亞硝化衍生物；鐵屬廢料、重熔用廢鋼鐵鑄錠；铝廢料與碎屑；未變性之乙醇以及烈酒、利口酒與其他含酒精成分之飲料；巧克力與含有可可之食品；回收纸或纸板；特殊物品，含進口未超過5萬新臺幣之小額報單與其他零星物品；生或焙製之可可豆；集成电路；絕緣電線、電纜與其他絕緣電導體等。

## 交流

### 僑民
千里達僑團「中華國民協會」（Chinese Civic Association）長期支持中華民國，每年並舉辦雙十國慶餐會。

## 簽證

持中華民國護照的中華民國國民簽證要求分布圖：入境千里達及托巴哥需要簽證。

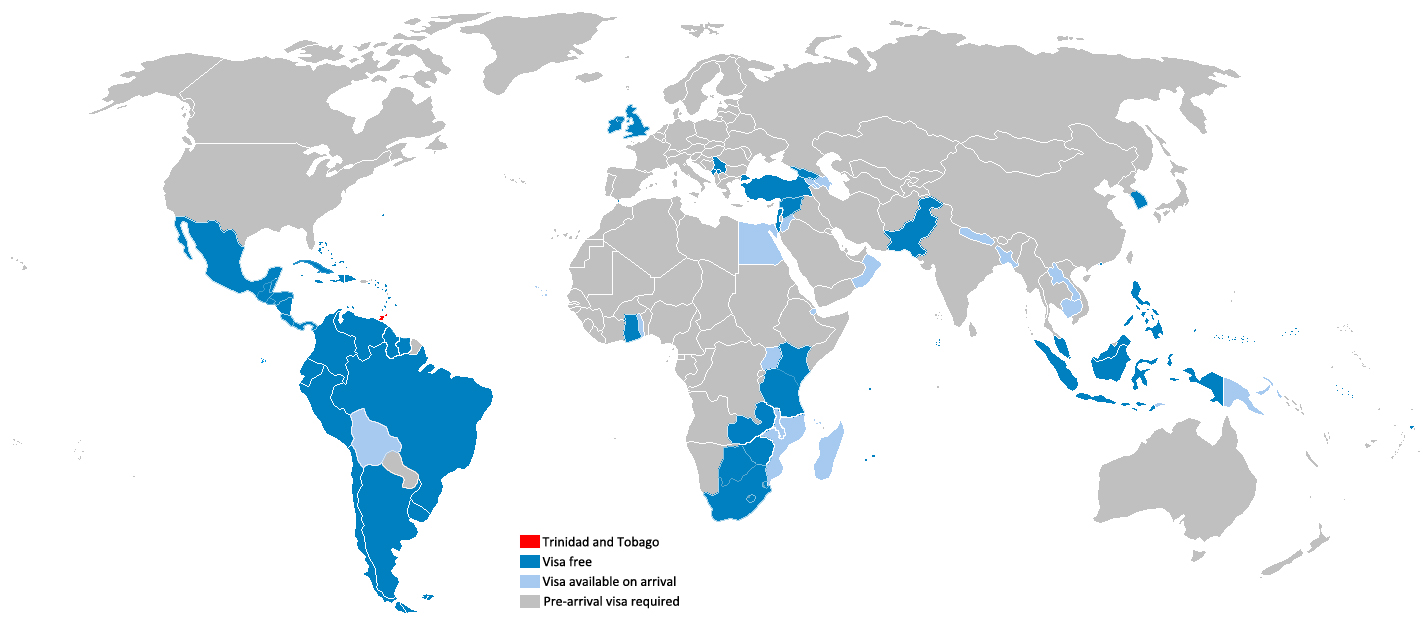
持千里達及托巴哥護照的千里達及托巴哥人口簽證要求分布圖：入境中華民國需要簽證。

兩國國民皆須申請簽證方可入境對方國家。持有中華民國護照的中華民國國民可至千里達駐外使領館申請簽證，或由該國人士向其移民局申請落地入境許可，或自行以電子郵件向該國移民局申請。經千里達轉機，若已取得下段航程登機證、轉機時間少於4小時、於管制區內轉機，則無須過境簽證。
持有千里達及托巴哥護照的千里達國民抵台參加由中央政府機關主辦、協辦或贊助之國際會議、運動賽事、商展或其他活動，可以電子簽證入境中華民國，停留最多30天並不得延期。

## 交通

### 航空

#### 客運
兩國無直航班機，可經由（不計航點遠近，截至2023年7月4日）：
- 臺北→法蘭克福、阿姆斯特丹、紐約、休士頓、多倫多，再轉機前往千里達及托巴哥的國際機場（英语：List of airports in Trinidad and Tobago）。

### 駕車
持有中華民國國際駕駛執照可在千里達及托巴哥駕車90天。

## 外部連結
- 中華民國外交部－千里達及托巴哥共和國簡介 （页面存档备份，存于）
- 中華民國駐聖文森國大使館
- 外交部領事事務局－國外旅遊警示分級表
- 中華民國衛生福利部－國際旅遊疫情建議等級
- 中華民國國際經濟合作協會 （页面存档备份，存于）